# Parc d'État de Salt Point
Le parc d'État de Salt Point (Salt Point State Park) est un parc d'État situé dans le comté de Sonoma en Californie, aux États-Unis.
D'une superficie d'environ 24 km2, ce parc côtier de la côte ouest des États-Unis compte environ 32 km de sentiers de randonnée et une côte rocheuse accidentée, dont Salt Point est une saillie dans l'océan Pacifique. Le parc abrite également les premières réserves sous-marines de Californie grâce aux roches de nombreuses formes différentes qui continuent sous l'eau une grande variété d'habitats aux organismes marins. De ce fait, l'aire marine de conservation de l'État de Salt Point (Salt Point State Marine Conservation Area) lui est jointe.
Outre la randonnée, les activités à Salt Point comprennent le camping, la pêche ou la plongée sous-marine.

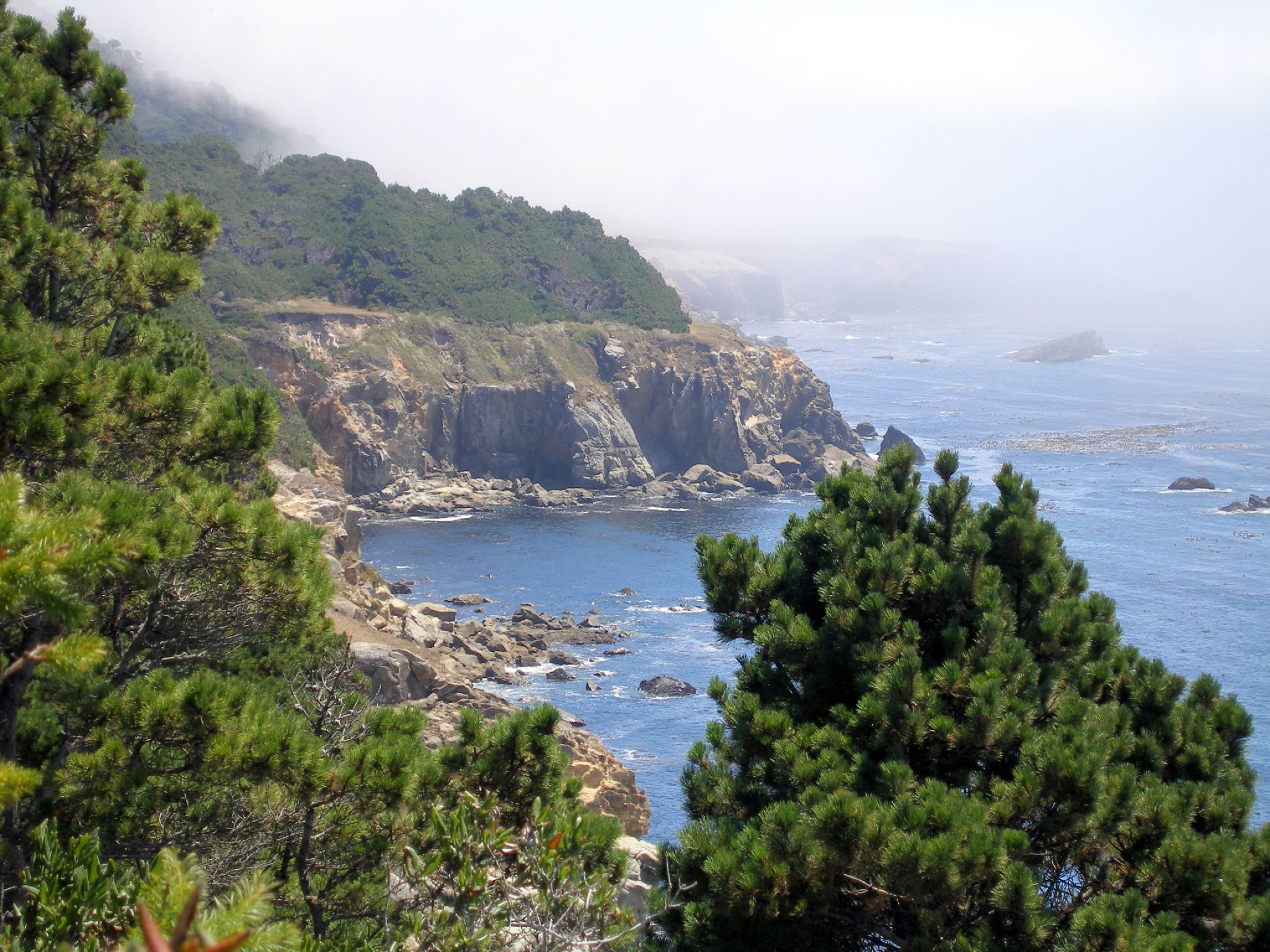
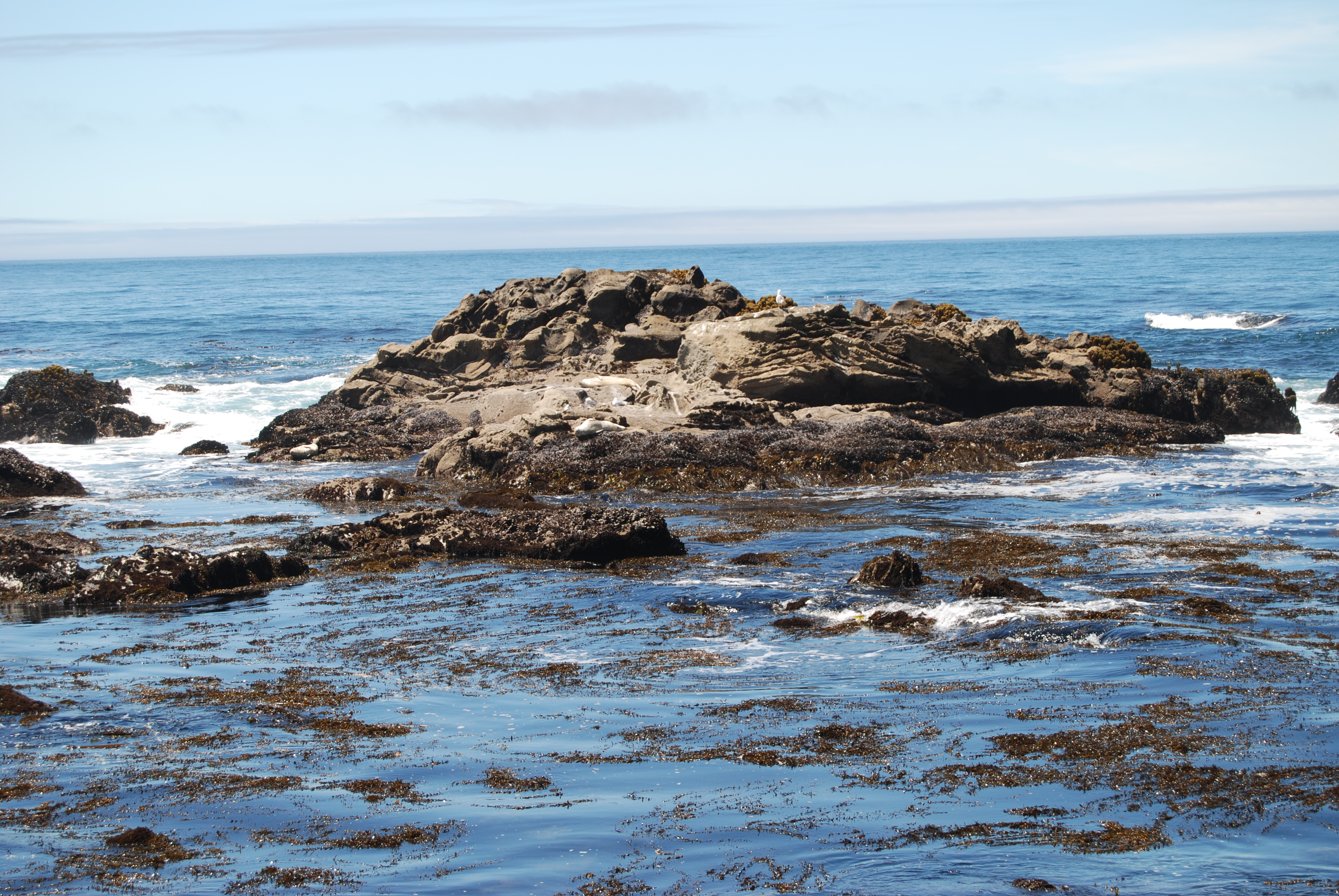
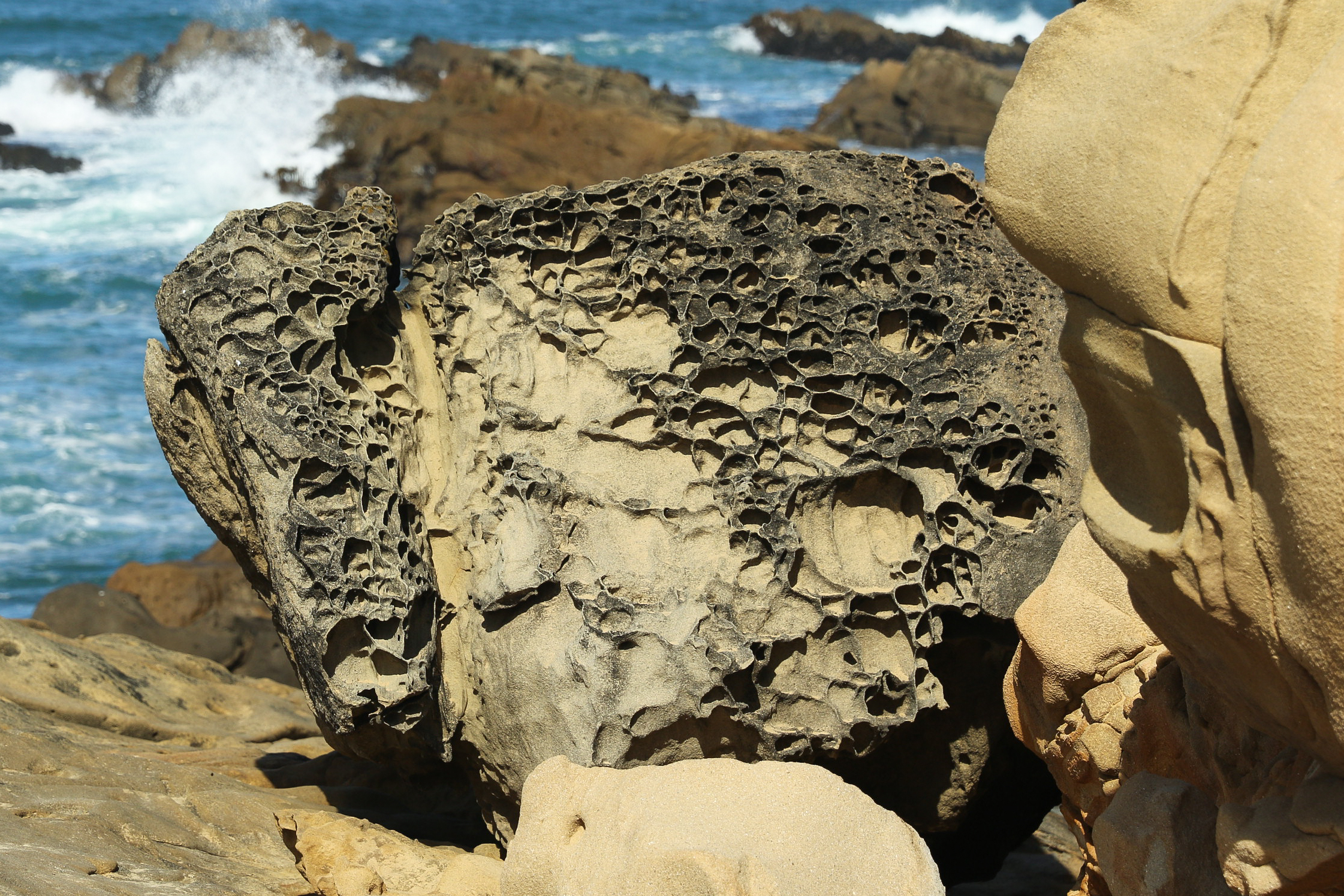
Taffoni visible à Salt Point.
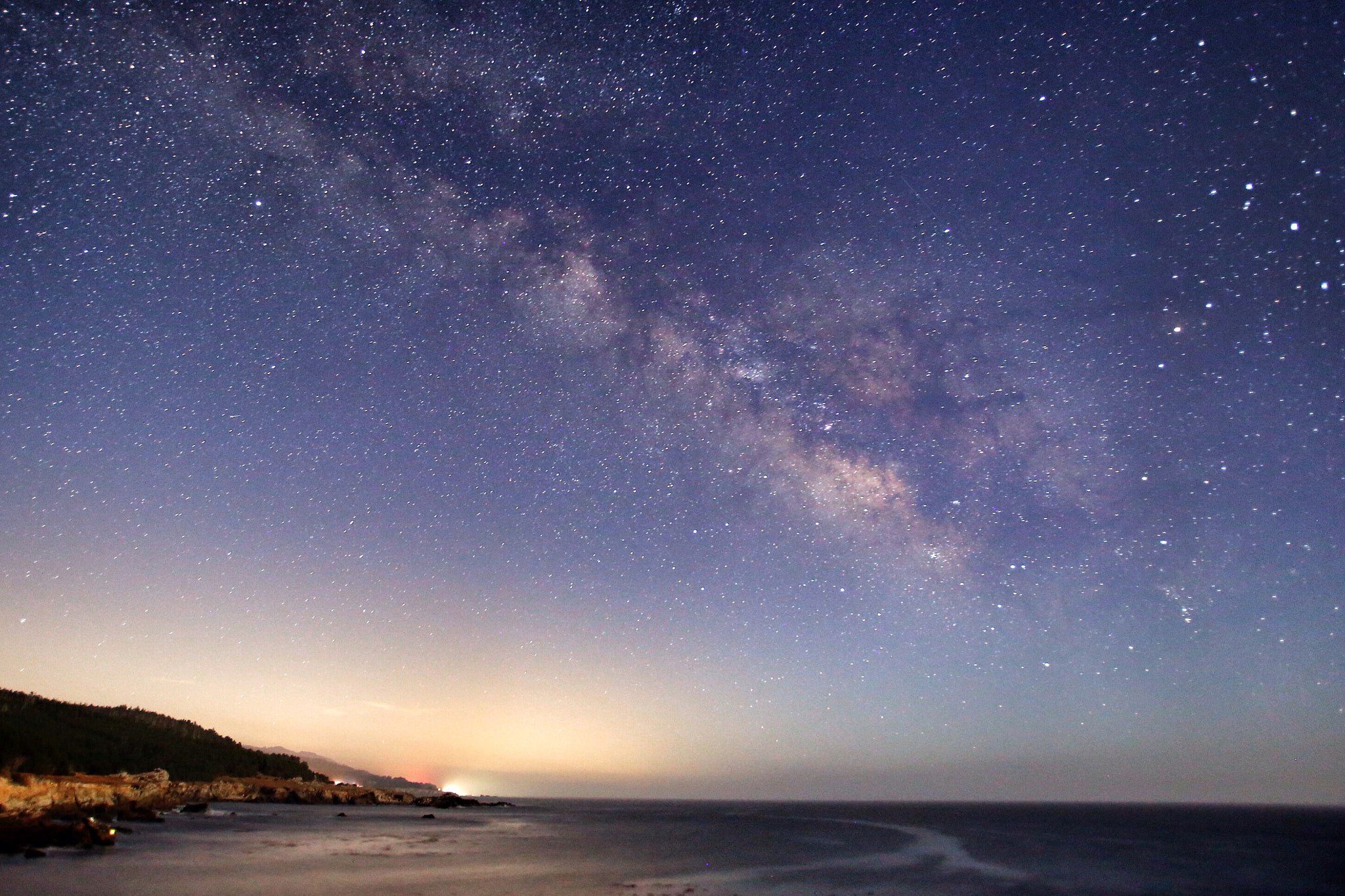
La Voie lactée depuis Salt Point.